# Szolnok (nádraží)
Szolnok je železniční stanice v maďarském městě Szolnok, které se nachází v župě Jász-Nagykun-Szolnok. Stanice byla otevřena v roce 1847, kdy byla zprovozněna trať mezi Ceglédem a Szolnokem.

## Historie
Stanice byla otevřena roku 1847, kdy byla zprovozněna trať Budapešť–Cegléd–Szolnok, samotná stanice stála na břehu řeky Tisy. V roce 1857 byla postavena nová stanice blíže k městu, kde stojí dodnes.
Během let byly ze stanice postaveny tratě na Debrecín, Békéscsabu, Hatvan, Szentes a Vámosgyörk či na Budapešť přes Nagykátu.
Během druhé světové války byla stanice kompletně zničena, a tak v roce 1975 byla postavena nová staniční budova, která funguje dodnes.

## Provozní informace
Stanice má celkem 6 nástupišť a 11 nástupních hran. Ve stanici je možnost zakoupení si jízdenky a je elektrizovaná střídavým proudem 25 kV, 50 Hz. Provozuje ji společnost MÁV.

## Doprava
Stanice je hlavním nádražím ve městě. Zastavuje zde pár mezinárodních expresů do Bukurešti, Brašova, Kluže, Vídně a Mukačeva. Dále zde zastavují vnitrostátní vlaky InterCity do Budapešti, Lőkösházy, Záhony či zde zastavují okružní InterCity (maďarsky Kör-IC) z Budapest-Nyugati pu. přes Cegléd, Debrecín, Nyíregyházu, Miškovec do Budapest-Keleti pu. Dále zde zastavuje několik osobních vlaků do Budapešti, Hatvanu, Szentese, Kecskemétu, Vámosgyörku, Záhony.

## Tratě
Stanicí procházejí tyto tratě:
- Szolnok–Újszász–Hatvan (MÁV 82)
- Szolnok–Újszász–Vámosgyörk (MÁV 86)
- Szolnok–Debrecín–Záhony (MÁV 100)
- Budapešť–Cegléd–Szolnok (MÁV 100a)
- Szolnok–Békéscsaba–Lőkösháza (MÁV 120)
- Budapešť–Nagykáta–Szolnok (MÁV 120a)
- Szolnok–Hódmezővásárhely–Makó (MÁV 130)
- Szolnok–Lakitelek–Kecskémet (MÁV 145)

## Galerie

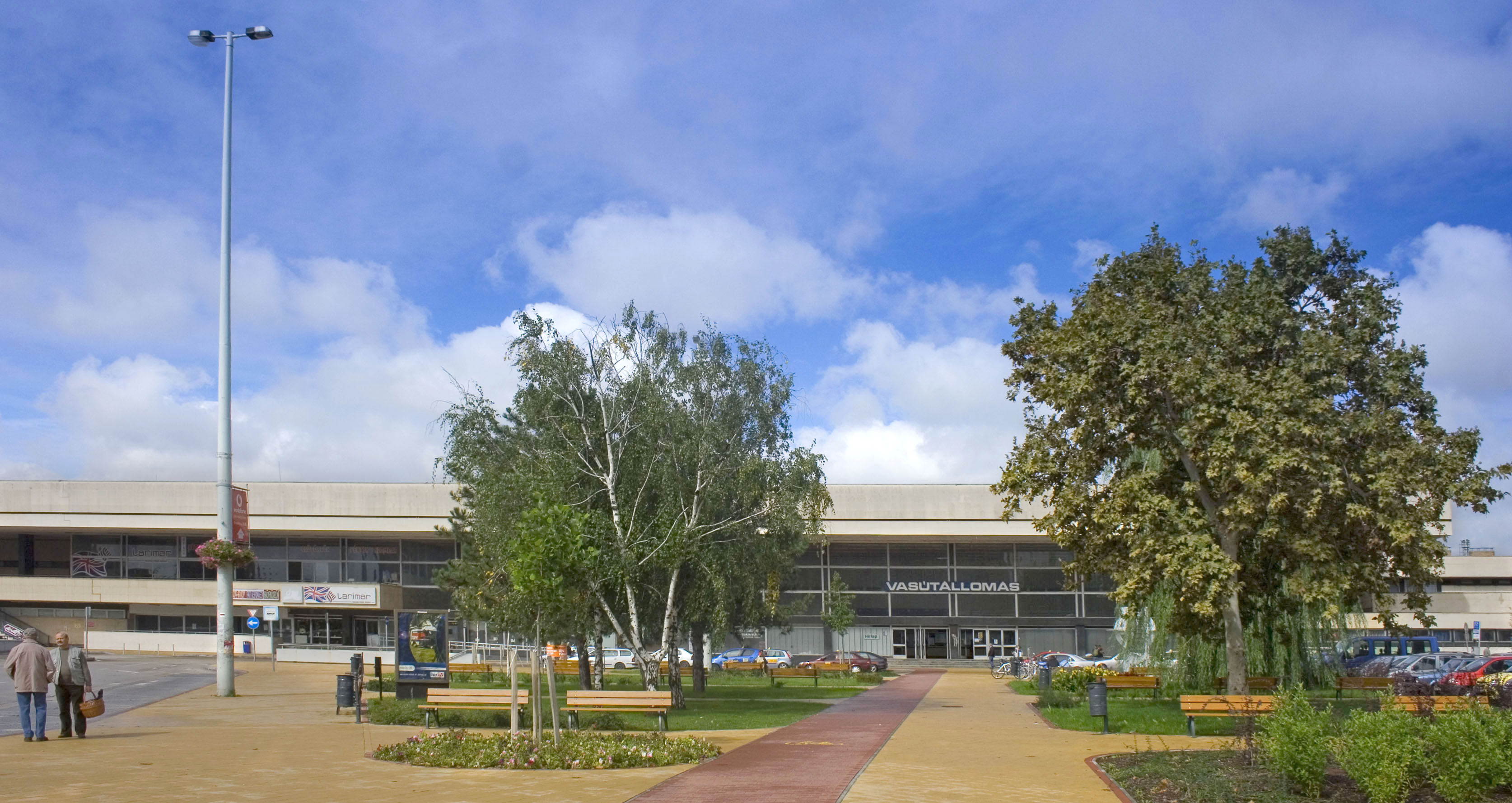
Staniční budova
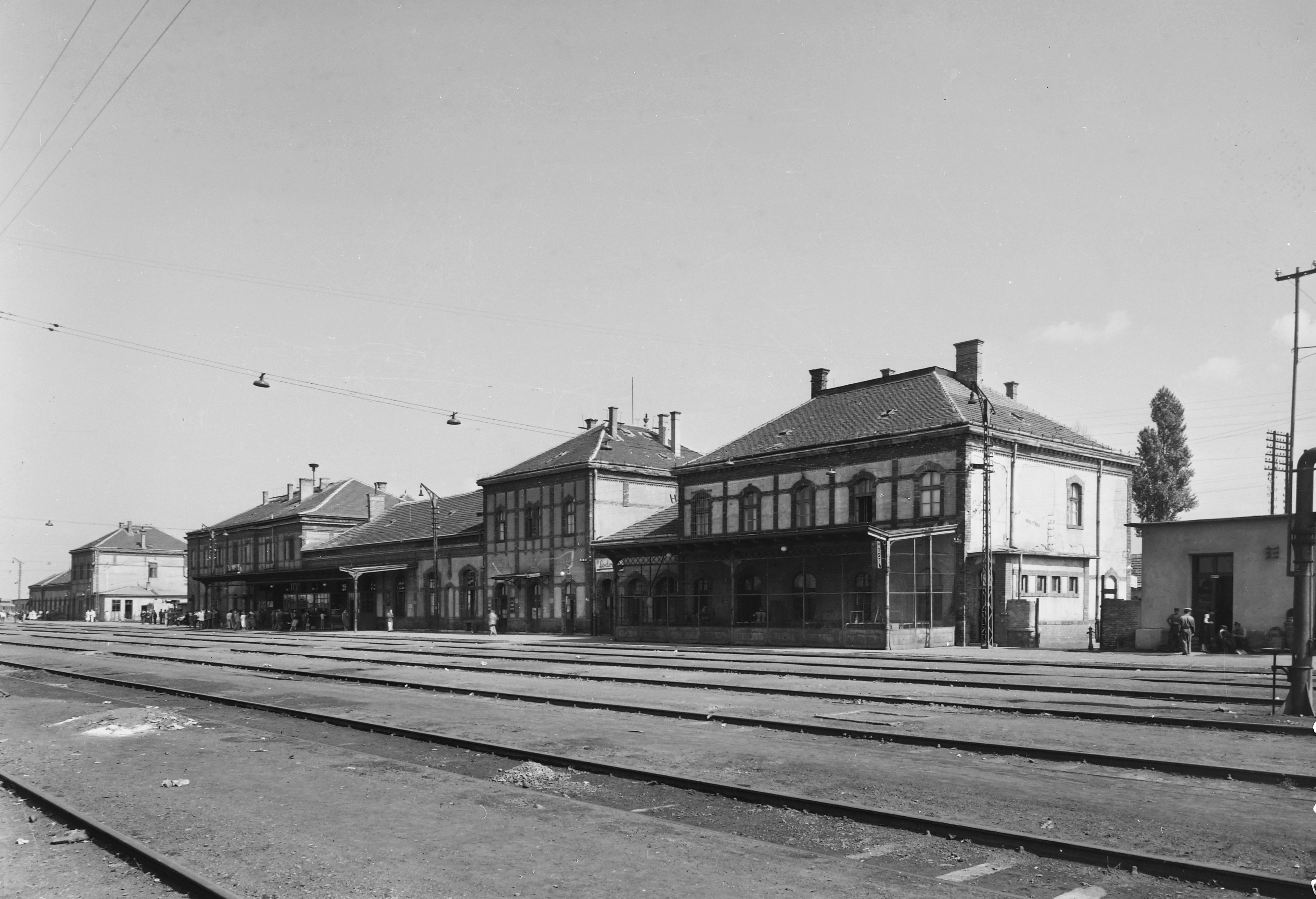
Původní staniční budova v roce 1955
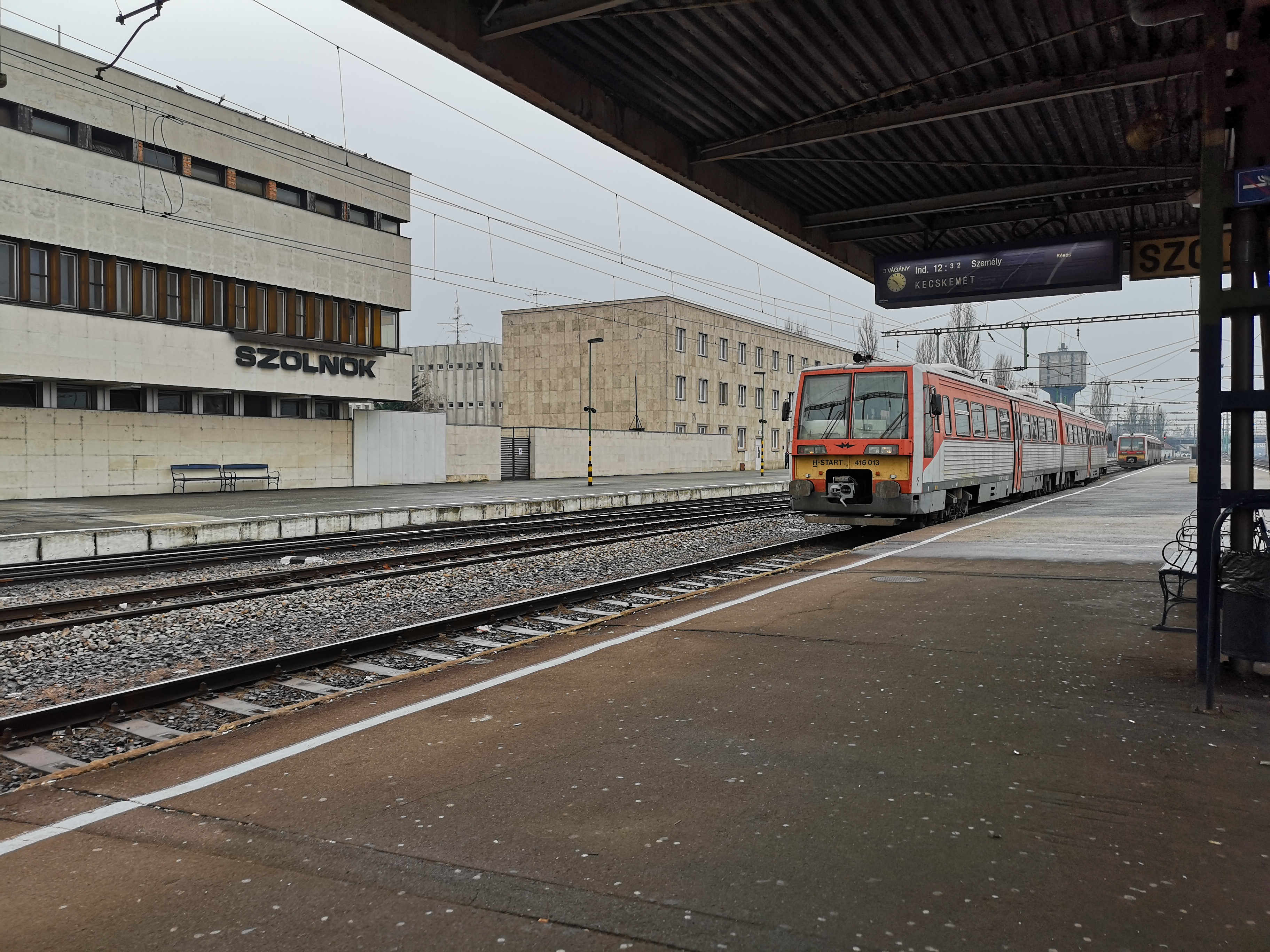
Pohled na stanici
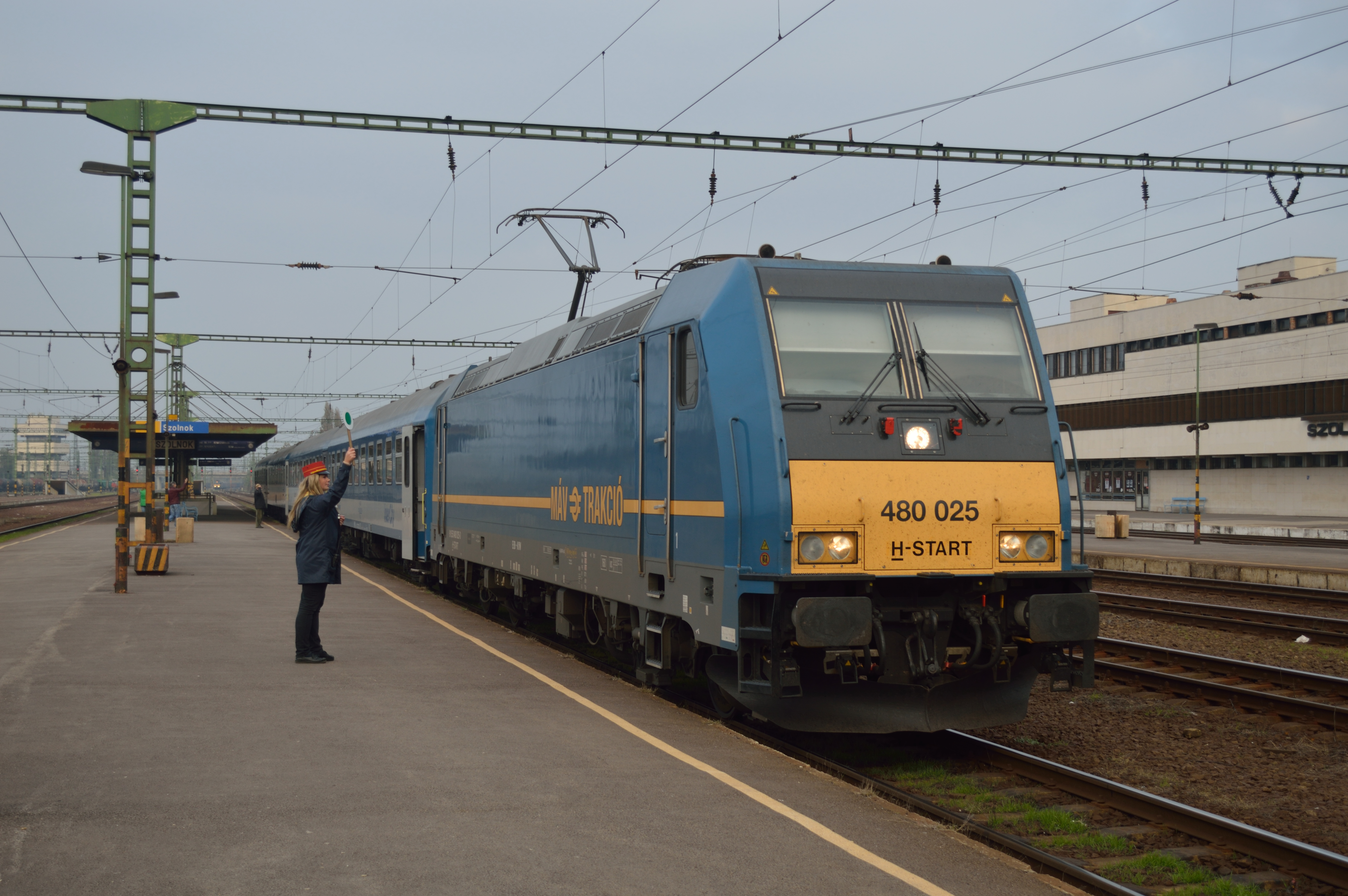
Vlak InterCity ve stanici
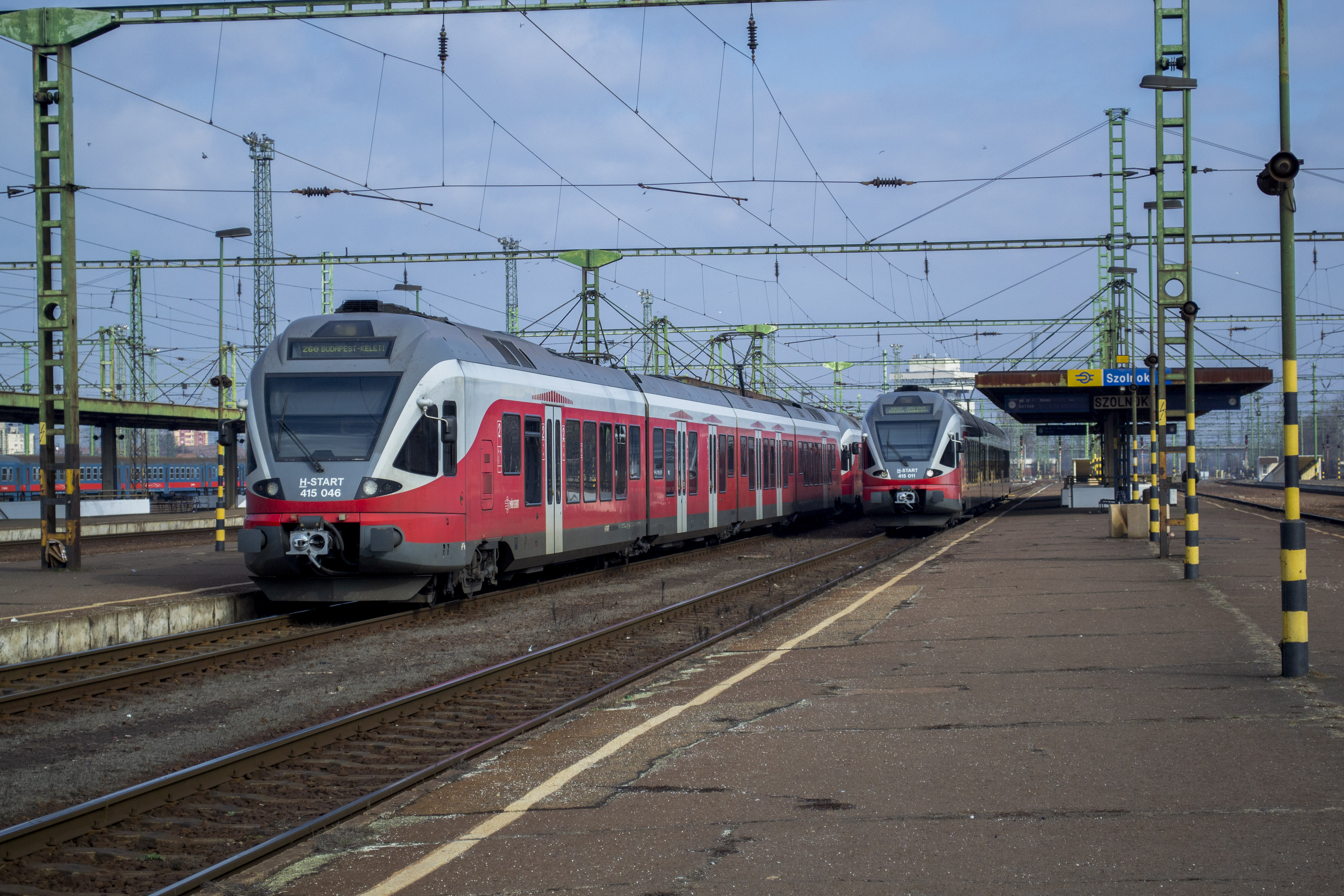
Jednotky FLIRT ve stanici
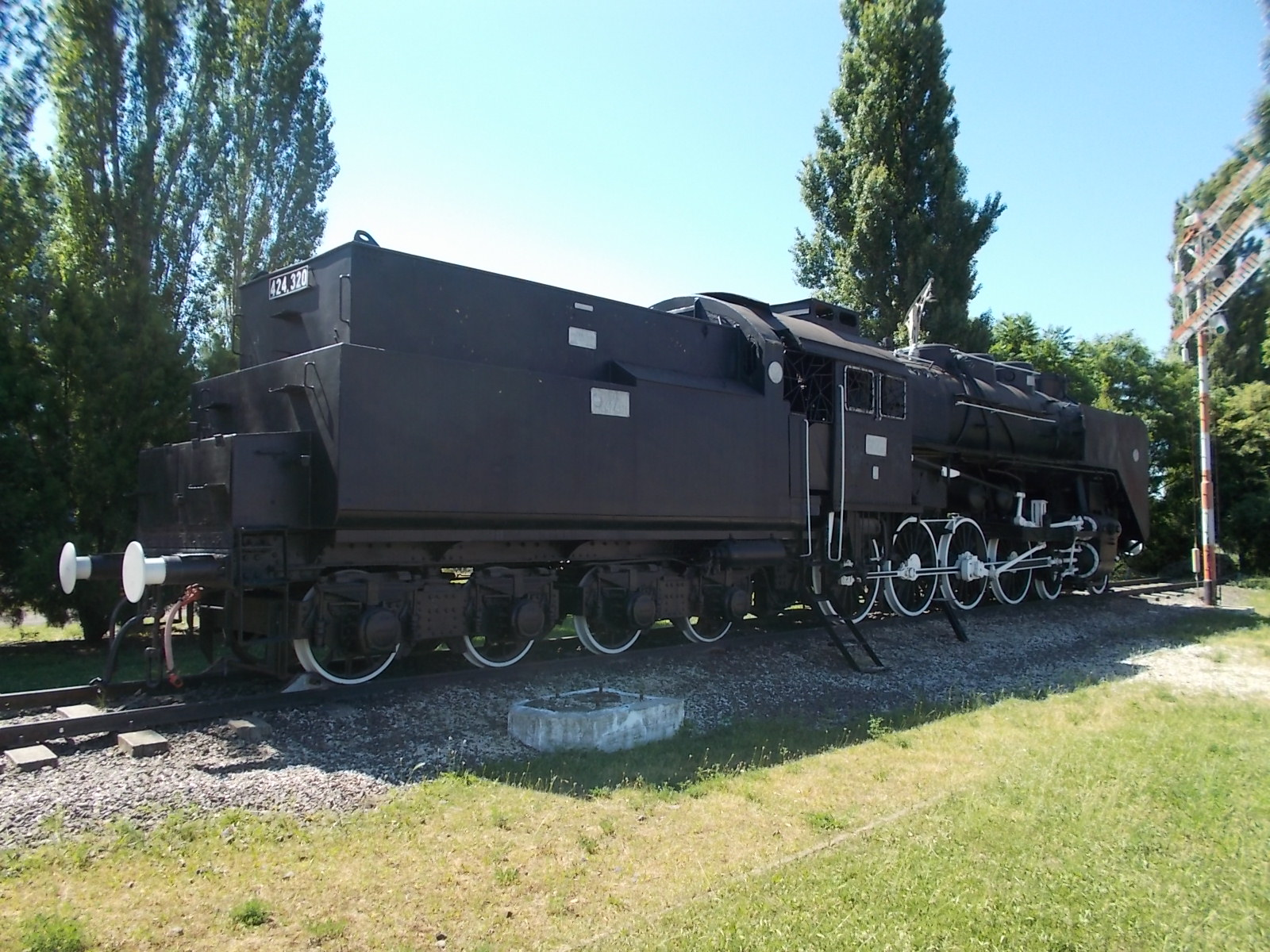
Pomník s parní lokomotivou 424.320 před stanicí